# 葛鬱金
葛鬱金（學名：Maranta arundinacea），又稱竹芋、粉薯、太白薯、太白筍、美人蕉、藕仔薯或金筍，為一多年生植物，常見於熱帶雨林。葛鬱金所製成的澱粉常在餐飲烹飪上用於勾芡等用途，其使用最早可追溯至西元前8200年的南美洲北部。

## 描述

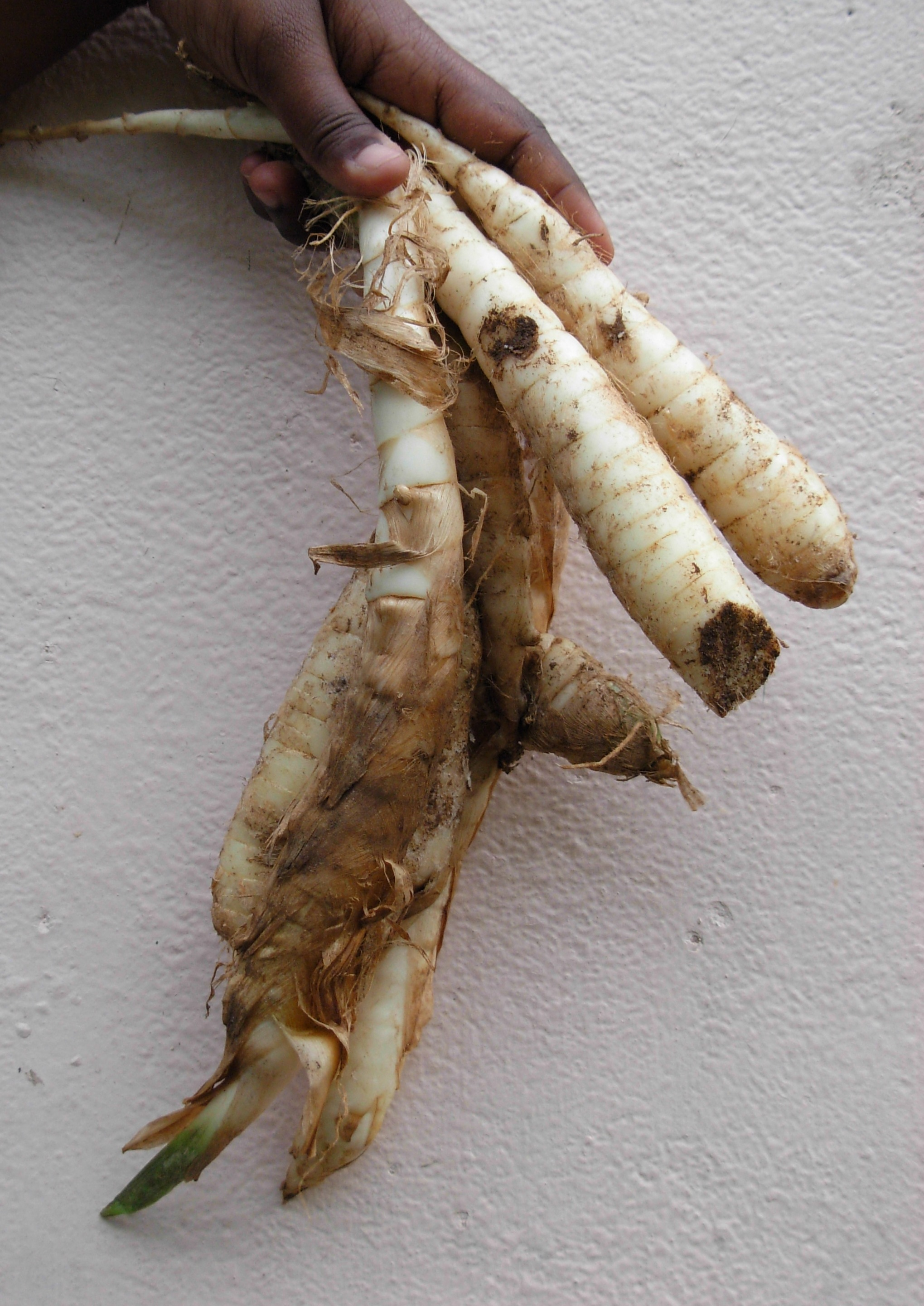
葛鬱金的根。

葛鬱金是多年生植物，生長高度介於0.3米（1英尺）與1.5米（5英尺）之間，葉子呈矛尖形，可食用部位為其根莖，在種植後大約九十天就會開出成對的小白花。葛鬱金很少結子，一般人們透過種植發芽的部分根莖來繁殖葛鬱金。在種植大約10到12個月後，葛鬱金的根莖就可採收，而在此時植株的葉子會開始乾枯並死去。葛鬱金的根莖多肉、形狀為柱狀，且其長度介於20 cm（8英寸）至45 cm（18英寸）之間。
葛鬱金很可能起源自位於巴西西北部及鄰近國家的亞馬遜雨林地區，其最適宜的生長溫度介於23 °C（73 °F）至29 °C（84 °F）之間，最適宜的降雨量則介於150 cm（59英寸）至200 cm（79英寸）之間，其處於休眠狀態的根莖可忍受低至5 °C（41 °F）的低溫。
在美國本土，葛鬱金僅在佛羅里達州南部作為室外植物栽培。

## 分佈
葛鬱金原產於墨西哥、中美洲、西印度群島（古巴、伊斯帕尼奧拉島、波多黎各、千里達、小安地列斯群島）以及南美洲（巴西、秘魯、厄瓜多爾、哥倫比亞、委內瑞拉、蘇利南、圭亞那、法屬圭亞那)。在溫暖的地區廣泛種植，也被視為歸化植物：美國佛羅里達、牙買加、巴哈馬群島、百慕達、荷屬安地列斯群島、中國廣東、廣西、海南、雲南)、印度、斯里蘭卡、日本火山列島、留尼旺島、赤道幾內亞、加彭、模里西斯、柬埔寨、台灣、菲律賓、印尼等地。
加勒比海島國聖文森及格瑞那丁乃是世界上最大的葛鬱金種植地以及葛鬱金澱粉產地。

## 史前栽培紀錄
利用放射性碳定年法所做的研究指出，葛鬱金在史前南美地區是最早被人類栽培的植物之一。在南美洲北部與巴拿馬，人們於公元前8200年至5600年之間開始種植葛鬱金、中國南瓜、雷倫薯（西班牙語稱之為lerén或lairén）、葫蘆等植物。有些考古學家認為葛鬱金最早並非食用而是做為藥用植物，用來吸出矛或箭所致傷口之毒素。
將葛鬱金用作食物的證據可追溯至西元前8200年左右，而這最早的證據出現於哥倫比亞波帕揚附近的考卡河上游河谷的聖伊西多羅（San Isidro）考古遺址當中，在其中，葛鬱金粉的顆粒出現在輾磨工具上。目前尚不清楚這些葛鬱金是栽培的還是採集的，但發現地點的海拔為1,700（5,600英尺），而這很可能已超出了葛鬱金的野生生長海拔，因此這些植物可能是從鄰近的低地森林引入聖伊西多羅地區並作為早期栽培嘗試的一部分種植的；而目前已在聖伊西多羅以北150（93英里）處的考卡河中游河谷發現可追溯至西元前7700年左右、用於種植植物的石製鋤頭。
在早期葛鬱金可能僅限於溪流附近的小規模種植，以確保能有葛鬱金或其他根莖類植物生長時所需的濕潤。而由其纖維質的根部取出澱粉的困難，使得葛鬱金的推廣種植不易。必須先搗碎或磨碎其根部，再浸在水中以將澱粉與纖維分開。葛鬱金的澱粉易於消化。

## 用途
目前葛根澱粉使用於食品製備和糖果，以及用於如化妝品和膠水之工業應用。澱粉提取後的殘留物具有高纖維含量，可以餵養牲畜。

## 圖片集

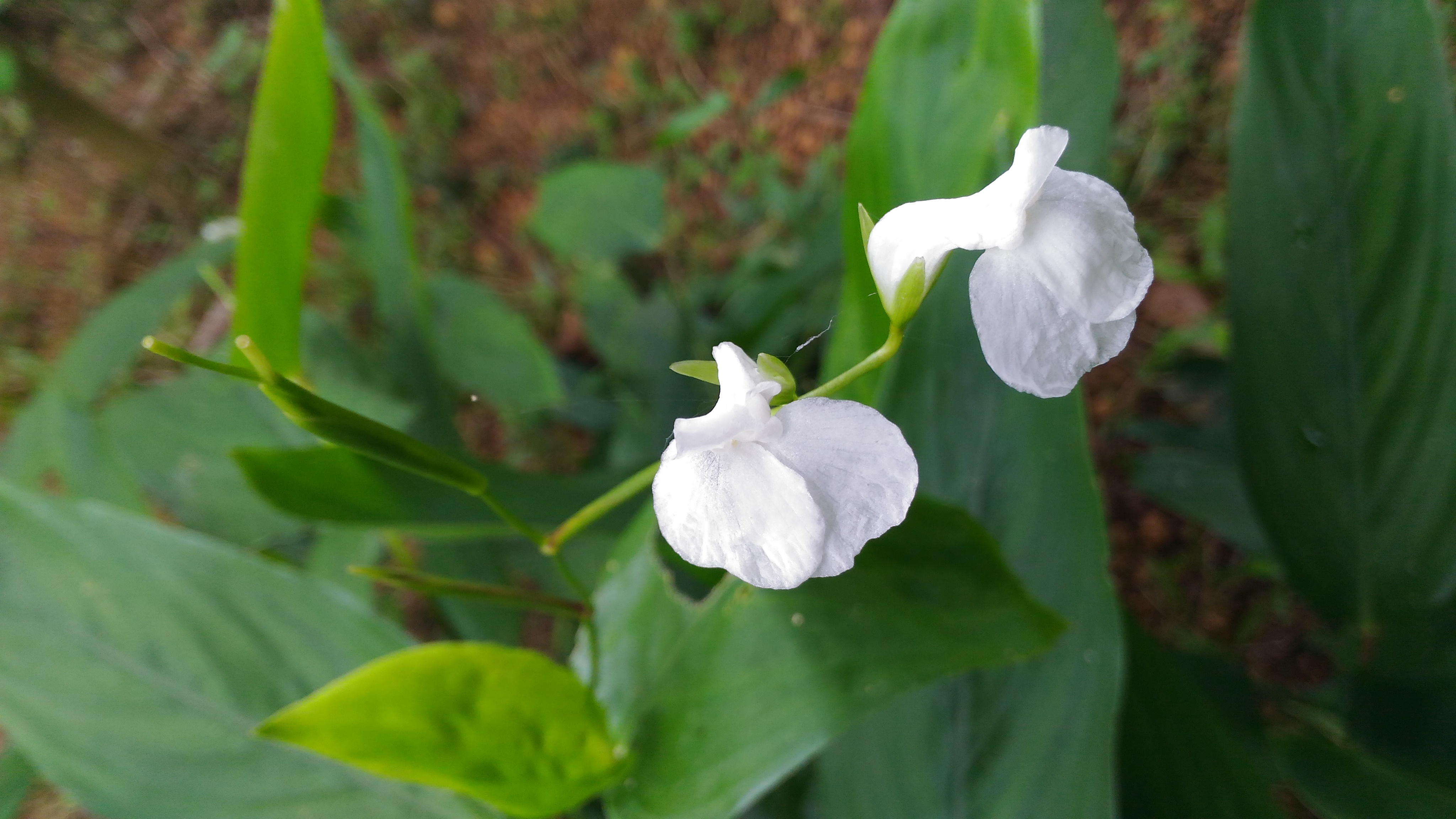
葛鬱金花